# ديفيد إس. كلارك
ديفيد إس. كلارك (بالإنجليزية: David S. Clarke)‏ هو مزارع الكروم وشخصية أعمال أسترالي، ولد في 3 يناير 1942، وتوفي في 8 أبريل 2011.